# Люта (притока Івотки)

Люта — річка в Україні, у Шосткинському районі Сумської області. Права притока Десни (басейн Дніпра).

## Опис
Довжина річки приблизно 7,9 км.

## Розташування
Бере початок на північно-західній околиці міста Шостки. Тече переважно на північний захід понад Ображіївкою і на південній стороні від Погребків впадає у річку Івотку, ліву притоку Десни.